# (294664) Trakai
(294664) Trakai est un astéroïde de la ceinture principale.

## Description
(294664) Trakai est un astéroïde de la ceinture principale. Il fut découvert le 3 janvier 2008 à Baldone par Kazimieras Černis et Ilgmārs Eglītis. Il présente une orbite caractérisée par un demi-grand axe de 3,25 UA, une excentricité de 0,06 et une inclinaison de 5,4° par rapport à l'écliptique.

## Compléments